# Peyo
Pierre Culliford (1928-1992), còn được biết đến với bút danh Peyo, là một họa sĩ truyện tranh người Bỉ nổi tiếng thế giới. Ông được biết đến nhiều với tác phẩm nổi tiếng nhất là Xì Trum.

## Cuộc đời và sự nghiệp
Ông sinh ngày 25 tháng 6 năm 1928 tại quận Schaerbeek, Brussels, Bỉ.Cha ông người Anh, còn mẹ ông người Bỉ.
Từ thuở còn nhỏ, ông bắt đầu bị cuốn hút bởi truyện tranh qua những truyện của Hergé (tác giả của Tintin) hay truyện tranh Mĩ đăng trên tạp chí như Mickey.
Công việc đầu tiên của ông là trợ lý dự án ở một rạp hát tại Bỉ trong Chiến tranh thế giới thứ hai. Sau đó, ông được xưởng phim hoạt hình C.B.A tuyển dụng nhưng C.B.A. đã đóng cửa vào hè 1945, không lâu sau chiến tranh. Cũng tại C.B.A. này, ông đã gặp những họa sĩ và là bạn đồng nghiệp tương lai như André Franquin, Morris và Eddy Paape. Truyện tranh đầu tiên ông vẽ được đăng trên La Dernière Heure.
Bút danh Peyo bắt nguồn từ cách nói trại đi của một họ hàng người Anh của ông.
Vào ngày Giáng sinh 24 tháng 12 năm 1992, ông mất tại nhà riêng vì bệnh đau tim một tháng sau khi phát hành Xì Trum tập 16, hưởng thọ 64 tuổi.

## Tác phẩm
- Benoît Brisefer (tựa tiếng Việt Tí hon thần lực)(1960–1978)
- Jacky et Célestin (1960–1978)
- Johan et Pirlouit (1952-1970)
- Les Schtroumpfs (1959-1992)
- Natacha (1992)
- Pierrot (1991)
- Poussy (1977–1978)